# 巴速傑德旺
巴速傑德旺（1957年7月1日—），柬埔寨政治人物。
2013年4月14日，他被诺罗敦·西哈莫尼国王任命，担任柬埔寨金边市市长。

## 个人信息
- 出生：1957年7月1日
- 家庭状况：已婚，育有4个孩子

## 学历
- 1975年：柬埔寨金边市高中毕业
- 1985至1987年：获越南社会主义共和国河内市社会科学和哲学科毕业
- 1995至1997年：获美国南加州大学（工商管理“DBA”博士）工商管理博士学位毕业

## 工作经历
- 1987年任金边市宣传与教育委员会副主席
- 1987年至1996年任金边市隆边区区长
- 1996年至1999年任磅通省副省长
- 1999年至2004年任马德望省副省长
- 2004年至2013年任金边市副市长
  - 2005年至今兼任柬埔寨王国总理洪森亲王顾问，
  - 柬埔寨红十字会金边分会主席
- 2014年4月至今任命金边市市长兼任首都市政统一指挥委员会主席，